# Europastraße 662
Die Europastraße 662 (kurz: E 662) ist eine Europastraße in Serbien und Kroatien.

## Verlauf
Die Europastraße 662 beginnt in Subotica und endet in Osijek. Sie führt in Serbien von Subotica über  Mala Bosna – Mišićevo – Bajmok – Aleksa Šantić – Svetozar Miletić nach Sombor und weiter nach Bezdan an der Grenze zu Kroatien. Dort überschreitet sie die Donau. Auf kroatischer Seite setzt sie sich über Batina – Zmajevac – Kneževi Vinogradi – Kozarac – Švajcarnica nach Osijek fort.
Die Angaben zur Straßenlänge schwanken zwischen 121 und 146 km.
Die Straße ist zweistreifig ausgebaut.